# Alberto Martín
Alberto Martín (Barcelona, 20 augustus 1978) is een voormalig Spaans tennisspeler die in 1995 professional werd.
Zijn beste resultaat was de derde ronde van Roland Garros in 2006. Ook had hij de grootste nederlaag uit de historie van de Australian Open, in 2007 verloor hij met 6-0, 6-0, 6-1 van Andy Murray.

## Prestatietabel
| Legenda | Legenda                          |
| ------- | -------------------------------- |
| g.t.    | geen toernooi gehouden           |
| l.c.    | lagere categorie                 |
| –       | niet deelgenomen                 |
| G       | uitgeschakeld in de groepsfase   |
| 1R      | uitgeschakeld in de eerste ronde |
| 2R      | uitgeschakeld in de tweede ronde |
| 3R      | uitgeschakeld in de derde ronde  |
| 4R      | uitgeschakeld in de vierde ronde |
| KF      | uitgeschakeld in de kwartfinale  |
| HF      | uitgeschakeld in de halve finale |
| F       | de finale verloren               |
| W       | het toernooi gewonnen            |
| w-v     | winst/verlies-balans             |

### Prestatietabel grand slam enkelspel
| Toernooi        | 1997 | 1998 | 1999 | 2000 | 2001 | 2002 | 2003 | 2004 | 2005 | 2006 | 2007 | 2008 | 2009 |
| --------------- | ---- | ---- | ---- | ---- | ---- | ---- | ---- | ---- | ---- | ---- | ---- | ---- | ---- |
| Australian Open | –    | 1R   | 1R   | 1R   | 2R   | 3R   | 3R   | 2R   | 1R   | –    | 1R   | –    | 1R   |
| Roland Garros   | 1R   | –    | 1R   | 1R   | 2R   | 2R   | 1R   | 1R   | 1R   | 4R   | –    | –    | 1R   |
| Wimbledon       | –    | –    | 3R   | 2R   | 1R   | 2R   | 1R   | 1R   | 1R   | 2R   | –    | –    | –    |
| US Open         | –    | –    | 1R   | 1R   | 1R   | 2R   | 3R   | 2R   | 1R   | 1R   | –    | –    | –    |

### Prestatietabel grand slam dubbelspel
| Toernooi        | 1998 | 1999 | 2000 | 2001 | 2002 | 2003 | 2004 | 2005 | 2006 | 2007 |
| --------------- | ---- | ---- | ---- | ---- | ---- | ---- | ---- | ---- | ---- | ---- |
| Australian Open | 1R   | 1R   | 1R   | 2R   | 2R   | 1R   | 2R   | 1R   | –    | 2R   |
| Roland Garros   | 2R   | 1R   | 1R   | 2R   | –    | 1R   | 1R   | 2R   | KF   | –    |
| Wimbledon       | –    | 1R   | 2R   | 1R   | –    | 1R   | 1R   | 1R   | 1R   | –    |
| US Open         | –    | 1R   | 1R   | –    | –    | 1R   | 2R   | 1R   | 1R   | –    |